# Солов'їха
Солов'ї́ха (рос. Соловьиха) — село у складі Петропавловського району Алтайського краю, Росія. Адміністративний центр та єдиний населений пункт Солов'їхинської сільської ради.

## Населення
Населення — 766 осіб (2010; 865 у 2002).
Національний склад (станом на 2002 рік):
- росіяни — 96 %